# Neotinea
Neotinea (Gøgeurt) er en slægt af orkidéer, der omfatter cirka fire arter.

## Arter
Et eksempel på en af de fire arter:
- Bakke-Gøgeurt, Neotinea ustulata